# Petr Zámorský
Petr Zámorský, född 3 augusti 1992 i Zlín, är en tjeckisk professionell ishockeyspelare, som bland annat har spelat i Esbo Blues och Örebro HK. Från säsongen 2015/2016 spelar Zamorsky i Örebro HK.

## Klubbar
- HC Zlin (2012/2013–2013/2014)
- Esbo Blues (2014/2015) (Lån)
- New York Rangers (2014/2015–2015/2016) (Aldrig spelat för Rangers, endast tillhört)
- Örebro HK (2014/2015) (Lån)
- Hartford Wolf Pack (2015/2016)
- Örebro HK (2015/2016–2016/2017)